# آنتونی ای سیگمن
 آنتونی ای سیگمن (انگلیسی: Anthony E. Siegman؛ زاده ۲۳ نوامبر ۱۹۳۱ درگذشته ۷ اکتبر ۲۰۱۱) یک دانشمند اهل ایالات متحده آمریکا بود.